# Стюарт, Маргарита, 3-я графиня Ангус
Маргарет Стюарт (до 1360—1417) — графиня Ангус и баронесса Абернети (1361—1389).

## Биография
Старшая дочь Томаса Стюарта (ок. 1331—1361), 2-го графа Ангуса, и Маргарет Синклер.
В 1361 году после смерти отца малолетняя Маргарита Стюарт унаследовала титулы графа Ангуса и баронессы Абернети.
Стала женой графа Томаса Мара (ок. 1330—1374), 9-го графа Мара (1332—1374).
В 1374 году после смерти Томаса Мара графство Мар унаследовал его зять Уильям Дуглас, 1-й граф Дуглас, женатый на его сестре Маргарет Мар.
Вступила во внебрачную связь с Уильямом Дугласом (ок. 1327—1384), 1-м графом Дугласом, который в 1374 году получил титул графа Мара. Их незаконнорожденный сын — Джордж Дуглас (1380—1403), 1-й граф Ангус (1389—1403).